# کارلوس آلبرتو بولا
کارلوس آلبرتو بولا (انگلیسی: Carlos Alberto Bulla؛ زادهٔ ۶ اکتبر ۱۹۴۳) بازیکن فوتبال اهل آرژانتین است.
از باشگاه‌هایی که در آن بازی کرده‌است می‌توان به باشگاه فوتبال ریور پلاته، باشگاه فوتبال بانفیلد، باشگاه فوتبال جیمناسیا لاپلاتا، اتلتیکو ناسیونال، باشگاه اتلتیکو ایندپندینته، و باشگاه فوتبال روساریو سنترال اشاره کرد.